# Hardo Aasmäe
Hardo Aasmäe (Rannamõisa, 11 februari 1951 – Tallinn, 29 december 2014) was een Estisch geograaf, ondernemer en politicus.

## Biografie
Aasmäe studeerde geografie aan de universiteiten van Tartu en Sint-Petersburg. Van 1974 tot 1977 werkte hij aan de universiteit van Tartu, en van 1977 tot 1990 was hij als wetenschappelijk medewerker verbonden aan het ministerie voor Industrie.
Aasmäe was van 1975 tot en met 1990 lid van de Communistische Partij van de Sovjet-Unie en daarna van de Estse politieke partij Rahvarinne (Volksfront voor Estland). Hij was burgemeester van Tallinn tijdens de val van de Sovjet-Unie, van 1990 tot 1992. Hij was in 1996 een van de stichtende leden van de Arengupartei (Ontwikkelingspartij), waarvan hij van 1999 tot en met 2001 ook voorzitter was. In 2013 stelde hij zich opnieuw kandidaat voor het burgemeesterschap van Tallinn, maar hij werd niet verkozen. In 2014 kwam hij voor de Eesti Iseseisvuspartei (Estische Onafhankelijkheidspartij) op bij de Europese Parlementsverkiezingen, maar hij raakte niet verkozen.
Op 29 december 2014 overleed Aasmäe na een val van een trap.

## Ander werk
- Gedurende meerdere jaren was Aasmäe hoofdredacteur van de Estische Encyclopedie.
- Aasmäe produceerde ook verscheidene radioshows en was een panellid van Tarkade klubi, een Ests vraag-en-antwoordprogramma op de radio.

- Gemeinsame Normdatei: 1098195094
- International Standard Name Identifier: 0000 0000 6798 4260
- Virtual International Authority File: 99054582